# Robert Koren
Robert Koren, slovenski nogometaš, * 20. september 1980, Radlje ob Dravi.

## Klubska kariera
Koren je kariero začel v domačem klubu Radlje, zatem je 2 sezoni igral za NK Dravograd. Nato je prestopil v NK CMC Publikum, kjer je igral vse do sezone 2003/2004. Takrat se je podal v tujino, natančneje v norveški Lillestrøm, kjer se je razvil v enega najboljših veznih igralcev v norveški ligi. Od leta 2007 do 2010 je igral za angleški klub West Bromwich Albion F.C., mu je pomagal uvrstiti se v angleško Premier League, kjer je Robert odigral dobro, a je klub takoj spet izpadel v drugo ligo, od koder se je v sezoni 2009/2010 takoj uvrstil nazaj v Premier League, vendar pa je vodstvo kluba Korena odslovilo; ni mu želelo podaljšati pogodbe.
Njegov naslednji klub je v petek, 13. avgusta 2010, postal angleški drugoligaš Hull City, s katerim je Koren podpisal dveletno pogodbo z možnostjo enoletnega podaljšanja.

## Reprezentančna kariera
Koren je za slovensko reprezentanca debitiral v kvalifikacijah za Evropsko prvenstvo 2004, na tekmi s Ciprom 2. aprila 2003 v Ljubljani.  Pred začetkom kvalifikacij za Svetovno prvenstvo 2010 je bil imenovan za kapetana, Slovenijo pa je po zmagi v dodatnih kvalifikacijah proti Rusiji popeljal na Svetovno prvenstvo 2010 v Južnoafriški republiki, na katerem je 13. junija na prvi tekmi v skupini proti Alžiriji dosegel svoj peti gol za reprezentanco in hkrati poskrbel za prvo zmago Slovenije na velikih tekmovanjih (evropsko in svetovno prvenstvo). To je bil tudi 200. doseženi gol slovenske nogometne reprezentance v zgodovini.

### Zadetki zaslovensko nogometno reprezentanco
Prva številka pri rezultatih predstavlja izkupiček Slovenije.
| # | Datum        | Prizorišče                      | Nasprotnik           | Izid | Končni rezultat | Tekmovanje               |
| - | ------------ | ------------------------------- | -------------------- | ---- | --------------- | ------------------------ |
| 1 | 7. 10. 2006  | Arena Petrol, Celje             | Luksemburg           | 2-0  | 2-0             | Kvalifikacije za EP 2008 |
| 2 | 19. 11. 2008 | Stadion Ljudski vrt, Maribor    | Bosna in Hercegovina | 1-2  | 3-4             | Prijateljska tekma       |
| 3 | 12. 8. 2009  | Stadion Ljudski vrt, Maribor    | San Marino           | 1-0  | 5-0             | Kvalifikacije za SP 2010 |
| 4 | 12. 8. 2009  | Stadion Ljudski vrt, Maribor    | San Marino           | 4-0  | 5-0             | Kvalifikacije za SP 2010 |
| 5 | 13. 6. 2010  | Stadion Peter Mokaba, Polokwane | Alžirija             | 1-0  | 1-0             | SP 2010                  |

## Zasebno življenje
Koren ima dva sinova - Nala in Tiana,ter hčerko Nio.